# Левин VII фон дер Шуленбург
Левин VII фон дер Шуленбург (на немски: Levin VII Graf von der Schulenburg; * 1581; † 1640/1641) е граф от благородническия род „фон дер Шуленбург“ в Саксония-Анхалт.
Той е третият син на граф Левин II фон дер Шуленбург (1528 – 1587) и съпругата му Фридерика фон Алвенслебен (1554 – 1609), дъщеря на хуманиста Йоахим I фон Алвенслебен (1514 – 1588) и Анна фон Бартенслебен (1526 – 1555). Внук е на граф Кристоф III фон дер Шуленбург († 1570) и първата му съпруга Анна фон Алвенслебен († 1550). Брат е на Кристоф IX фон дер Шуленбург (1575 – 1611).
Господарите фон Шуленбург купуват през 1573 г. господството Шохвиц в графство Мансфелд и през 1783 г. го продават на господарите фон Алвенслебен-Айхенбарлебен.

## Фамилия
Левин VII фон дер Шуленбург се жени за Елизабет Аделхайд фон дер Шуленбург (* 13 юни 1592, Стендал; † 11 май 1617, Шохвиц), внучка на Левин I фон дер Шуленбург (1510 – 1569), дъщеря на Дитрих X фон дер Шуленбург (1546 – 1598) и Анна фон Котце († 1595). Те имат три дъщери:
- Фредека фон дер Шуленбург († 1614)
- Анна Луция фон дер Шуленбург (* 31 декември 1615, Шохвиц; † 20 септември 1631, Шохвиц)
- Елизабет Аделхайд фон дер Шуленбург (1617 – 1683), омъжена за Мелкиор фон Хаген

Левин VII фон дер Шуленбург се жени втори път 1619 г. за Анна фон Бодендорф (* ок. 1593; † 1667). Те имат два сина:
- Левин фон дер Шуленбург (1621 – 1637)
- Йохан Казимир I фон дер Шуленбург (1623 – 1672), женен за Елеонора фон дер Вензе († 1709); имат 12 деца